# H.120
H.120 war der erste digitale Video-Kodierungs-Standard. Er wurde von COST 211 entwickelt und 1984 durch die Comité Consultatif International Téléphonique et Télégraphique (CCITT, heute ITU-T) veröffentlicht. Eine 1988 folgende Überarbeitung enthielt von anderen Organisationen vorgeschlagene Beiträge. Die Videoqualität erwies sich als unzulänglich, es gab wenige Implementierungen und es gibt keine Codecs für das Format, jedoch lieferte es wichtiges Wissen, das direkt zu seinen praktischen Nachfolgern wie H.261 führte.

## Bitstromformat
H.120-Datenströme flossen mit 1544 kbit/s bei NTSC und 2048 kbit/s bei PAL. Version 1 (1984) bot bedingte Erneuerung, differentielle Puls-Code-Modulation, skalare Quantisierung, Kodierung mit Codewörtern variabler Länge und einen Umschalter für die Abtastung. Version 2 (1988) fügte Bewegungsabschätzung und Hintergrundvorhersage hinzu. Eine letzte Ausgabe (ohne neue technische Inhalte) wurde 1993 infolge der Gründung der ITU-T, die die Standardisierungsorganisation CCITT ersetzte, veröffentlicht.

## Probleme und Erfahrungen
H.120 hatte zu schlechte Qualität für praktische Anwendungen – es hatte sehr gute räumliche Auflösung (da DPCM auf einzelnen Pixeln arbeitet), jedoch eine sehr schlechte zeitliche Auflösung. Forschern wurde deutlich, dass man einen Pixel durchschnittlich mit weniger als einem Bit kodieren müsste, um eine Verbesserung der Videoqualität zu erreichen, ohne die Zielbitrate des Datenstroms zu überschreiten. Dies würde die gemeinsame Kodierung mehrerer Bildpunkte erfordern. Dies führte zu den späteren blockbasierten Verfahren wie H.261, dem ersten gebräuchlichen Video-Kodierungs-Standard.